# Cristián de la Fuente
Cristián de la Fuente (Santiago, Chile, 1974. március 10. –) chilei–amerikai színész, modell, producer és műsorvezető.

## Élete és pályafutása
1974. március 10-én született Chilében. 
2002–2023 között Angélica Castro színésznő férje volt, akitől egy Laura nevű lánya született.

## Válogatott filmográfia

### Film
| Év   | Magyar cím                  | Eredeti cím                 | Szerep           | Magyar hang      |
| ---- | --------------------------- | --------------------------- | ---------------- | ---------------- |
| 2001 | Felpörgetve                 | Driven                      | Memo Moreno      | Debreczeny Csaba |
| 2001 | Felpörgetve                 | Driven                      | Memo Moreno      | Fehér Tibor      |
| 2003 | Kiképzőtábor                | Basic                       | Castro           |                  |
| 2003 | Vámpírok – A gyilkos csapat | The Chosen One              | Rodrigo atya     | Széles Tamás     |
| 2005 | Volt egyszer egy esküvő     | Once Upon a Wedding         | Manolo           | Maday Gábor      |
| 2005 | Amerikai álom               | Sueño                       | Dr. López        |                  |
| 2009 |                             | Dawson Isla 10              | Teniente Labarca |                  |
| 2012 |                             | ¿Alguien ha visto a Lupita? | Maxi             |                  |
| 2013 |                             | Siete años de matrimonio    | Bernardo         |                  |

### Televízió
| Év        | Magyar cím                | Eredeti cím              | Szerep                              | Megjegyzések                        |
| --------- | ------------------------- | ------------------------ | ----------------------------------- | ----------------------------------- |
| 1993–1994 |                           | Venga Conmigo            | önmaga                              | valóságshow                         |
| 1999      | Pensacola – A név kötelez | Pensacola: Wings of Gold | Guy                                 | 1 epizód                            |
| 1999–2001 | Családjogi esetek         | Family Law               | Andres Diaz                         | 42 epizód                           |
| 2000      | A kardok királynője       | Queen of Swords          | Antonio                             | minisorozat (1 epizód)              |
| 2003–2004 | CSI: Miami helyszínelők   | CSI: Miami               | Sam Belmontes                       | 6 epizód                            |
| 2005      | Hazugságok hálójában      | Soñar No Cuesta Nada     | Felipe                              | telenovella (194 epizód)            |
| 2006      | Az osztály                | The Class                | Aaron                               | 7 epizód                            |
| 2006      | Psych – Dilis detektívek  | Psych                    | Zapato                              | 1 epizód                            |
| 2007      | Ki ez a lány?             | Ugly Betty               | Rodrigo                             | 2 epizód                            |
| 2008      |                           | Dancing with the Stars   | önmaga                              | valóságshow                         |
| 2008      |                           | Fuego en la sangre       | Demián Ferrer                       | 1 epizód                            |
| 2008–2012 | Célkeresztben             | In Plain Sight           | Raphael Ramirez                     | 23 epizód                           |
| 2009      | Testvérek                 | Brothers & Sisters       | Cal                                 | 1 epizód                            |
| 2009–2010 | Vad szív                  | Corazón Salvaje          | Renato Vidal Montes de Oca          | telenovella (135 epizód)            |
| 2010–2011 | Doktor Addison            | Private Practice         | Dr. Rodriguez                       | 4 epizód                            |
| 2011      | Szökevények               | Profugos                 | Ignacio Córdova                     | 5 epizód                            |
| 2012      |                           | Maldita                  | Ignacio Echaurren                   | telenovella (9 epizód)              |
| 2012      | A szív parancsa           | Amor Bravío              | Daniel Diaz Acosta / Andrés Duarte  | telenovella főszereplő (166 epizód) |
| 2013–2014 |                           | Quiero Amarte            | Maximiliano 'Max' Montesinos Ugarte | telenovella főszereplő (161 epizód) |
| 2014      | Luxusdoki                 | Royal Pains              | Tobias                              | 2 epizód                            |
| 2015      | Született szobalányok     | Devious Maids            | Ernesto Falta                       | 13 epizód                           |
| 2016      |                           | Sueño de amor            | Ricardo Alegría                     | telenovella főszereplő (131 epizód) |
| 2017      |                           | En tierras salvajes      | Daniel Otero                        | telenovella főszereplő (70 epizód)  |

## Díjak és jelölések
TVyNovelas-díj
| Év   | Kategória                | Jelölt mű       | Eredmény |
| ---- | ------------------------ | --------------- | -------- |
| 2010 | legjobb férfi főgonosz   | Vad szív        | Jelölve  |
| 2013 | legjobb férfi főszereplő | A szív parancsa | Jelölve  |

Novela de Oro-díj
| Év   | Kategória                | Jelölt mű       | Eredmény |
| ---- | ------------------------ | --------------- | -------- |
| 2012 | legjobb férfi főszereplő | A szív parancsa | Elnyerte |